# Duncan Clark
Duncan Clark   (Greenock, 22 de juny de 1915 - Whakatane, 8 de juliol de 2003) va ser un atleta escocès, especialista en el llançament de martell, que va competir durant les dècades de 1940 i 1950.
El 1948 va prendre part en els Jocs Olímpics de Londres, on fou onzè en la prova del llançament de martell del programa d'atletisme. Quatre anys més tard, als Jocs de Hèlsinki, fou divuitè en la mateixa prova.
En el seu palmarès destaquen una medalla de bronze al Campionat d'Europa d'atletisme de 1946, i una d'or als Jocs de l'Imperi Britànic de 1950, sempre en el llançament de martell. També guanyà el campionat de la Gran Bretanya de l'AAA de 1950 i 1952 i va millorar en tres ocasions el rècord britànic de martell.
El setembre de 1952 va emigrar a Nova Zelanda, on va ser cinc vegades campió nacional i va millorar el rècord del llançament de martell fins a situar-lo en els 53,04 metres el 1960.

## Millors marques
- llançament de martell. 55,06 metres (1951)[1][6]